# Osvitsa
Osvitsa (ryska: Освица) är ett vattendrag i Belarus.   Det ligger i voblasten Minsks voblast, i den centrala delen av landet, 100 km söder om huvudstaden Minsk.
I omgivningarna runt Osvitsa växer i huvudsak blandskog. Runt Osvitsa är det glesbefolkat, med 18 invånare per kvadratkilometer.